# Радоје Црногорац
Радоје Михајлов Црногорац (Сомина, 1844 — Стари Дулићи, 1924) био је вођа соминских комита у периоду аустроугарске окупације Босне и Херцеговине, анексије и цијелог Првог свјетског рата. Комитовао је у планини Сомини пуних 12 година, од 1906. до 1918. године. Заједно са браћом Томом и Вулом и синовима Ђуром, Аћимом и Видаком представљао је прави страх и трепет за аустроугарске постаје на територији Гацка.
Обрад Вишњић у књизи "Голија и Голијани" о њему каже: "Мало је мушкијех очи смјело ући тамо гдје је улазио Радоје Мијајлов Црногорац". У току комитовања, изгубио је два сина и брата. Ђуро је умро под неразјашњеним околностима у току рата, Сима су 1916. стријељали окупатори на монтираном процесу у Мостару, а Томо је умро од шпанске грознице при крају рата.

## Поријекло
Братство Црногорац је доселило у Старе Дулиће око 1840. године из црногорског племена Цуце, село Трњине. Потичу од братства Рогановић, потомака кнеза Рогана кога је Његош уврстио у личности "Горског вијенца". Друга веома значајна личност братства Рогановић је митрополит црногорски Иларион Рогановић-Цуца. Кад су се 1840. три брата Мијат, Рашко и Видак Рогановић, приморани због крвне освете, доселили у подножје планине Сомине, промијенили су презиме у Црногорац. Даље поријекло братства Црногорац веже се за Куче, за братство Дрекаловиће, потомке кројског властелина Ђорђа Кастриота Скендербега, православног Србина, кога су Албанци прогласили за свог националног хероја. Од Дрекаловића потичу многе знамените личности ( Марко Миљанов, Никац од Ровина, Рајко Петров Ного..). Од братства Црногорац потиче братство Видаковић у Данићима код Гацка, које његује своју историју и поријекло.

## Рани дани и окупација
Рођен је као најстарији син Михајла Митровог Црногорца 1844. године. Михајло је, са пуних хиљаду грла мале и крупне стоке, важио за једног од најимућнијих гатачких домаћина. Радоје, међутим, никада није био склон строгом породичном животу. У раној младости је самостално нападао турске посједе у Фазлагића Кули и осталим муслиманским селима. Његови савременици су говорили " да је жива ватра, да се никога не боји и да свакоме смије изаћи на биљег."
Окупацију Босне и Херцеговине 1878. Радоје је одмах доживио као крајње непријатељску. Није се хтио ни покорити да иде на одслужење војног рока, у солдате, како су их тада називали, већ се, сасвим сам, одметнуо у планину Сомину и скривао од аутроугарских патрола. 
Његова браћа Томо и Спасоје су, међутим, били приморани да одслуже војни рок. Сва четворица су убрзо побјегла из аустроугарске војске, искакајући кроз прозоре са вишеспратних касарни. Као дезертери, били су свјесни да им пријети војни суд. Спасоје се преселио у Голију, а Вуле је био у служби књаза Николе као повјереник за Голију и Бањане.
У том периоду, Радоје је непрестаним нападима на Фазлагића Кулу, отимањем и паљењем штала и торина, беговским породицама стављао до знања да је њихово вријеме прошло. 
Са друге стране, још веће непомирење са аустроугарским властима, одвело га је у планину Сомину, у комитовање које је почео сам, 1906. године. Од тада је почео његов мали рат са окупаторима, посебно са Миланом Почучом, Србином из Лике, аустроугарским факмајстором и командантом окупаторске постаје на Брљеву. Окупаторске власти су понудиле награду за онога ко убије или живог ухвати комиту Радоја Црногорца. Факмајстор Почуча је увећавао страже, слао десетине патрола да ухвате комиту Радоја, али безуспјешно. Радоје је, у више наврата доказивао да су они ти који треба да бјеже и да се спасавају, а не он.
1912. Радојев најстарији син Симо, након четворогодишњег рада у Јужној Америци, на позив краља Николе за учешће у ослобођењу Скадра, одазвао се позиву и дошао у Црну Гору. Радоје је учествовао у опсади Скадра 1913. а затим са браћом Томом и Вулом и синовима Симом, Ђуром, Аћимом и Видаком, одметнуо преко црногорске границе.

## Комитовање
Након Сарајевског атентата 1914. године и почетка Првог свјетског рата, народ Херцеговине је кренуо у борбу за ослобођење. У Гацку је формиран Гатачки батаљон, са чијим командантом се Радоје сукобио, због чега је, између двије ватре, морао тражити излаз. Са браћом Томом и Вулом и синовима Симом, Аћимом, Ђуром и Видаком, у зиму 1916. вратио се у Сомину и наставио комитовање. Живјели су у скривеним пећинама, а сами терен, испресијецан стотинама јама безданица, шкрипова и кршева, онемогућавао је непријатеља да им се примакне.
Симо је, те исте 1916. на превару ухваћен од стране аустроугарских власти, након чега је спроведен у Мостар, гдје је на монтираном процесу, након шест мјесеци тамновања-осуђен на смрт. Стријељан је у Мостару, а о његовом херојском држању током стријељања остале су забиљешке очевидаца.
Радоје је са синовима и браћом сво вријеме до краја Великог рата нападао Фазлагића Кулу, аустроугарске јединице и постаје. Ђуро Радојев је умро у комитовању под неразјашњеним околностима. Сматрали су да је отрован. 
Комита Радоје је имао врло кратак период сарадње са црногорским комитима: Мајом Вујовићем и Душаном Рогановићем. Сарадња је, вјероватно, прекинута због мимоилажења у идеји о повратку краља Николе Петровића на црногорски престо.
До самог краја рата, разни шпијуни, лажни јатаци и домаћи издајници су потплаћивани од окупатора да убију Радоја или било кога од његове комитске дружине. Упркос свему, комити су се одржали до краја рата, у крајње невјероватним условима, " под крилима снијега и леда".
Пред сами крај рата комита Томо и његова три мала сина су преминули од Шпанског грипа. 
Радоје се, са свршетком рата, вратио у Старе Дулиће гдје је провео остатак живота до смрти, 1924. године.